# Pignataro Interamna
Pignataro Interamna là một đô thịthuộc tỉnh Frosinone trong vùng Latium nước Ý. Đô thị này có diện tích 24 km², dân số 2447 người.
Đô thị này giáp các đô thị sau: Aquino, Cassino, Esperia, Piedimonte San Germano, Pontecorvo, San Giorgio a Liri, Sant'Apollinare, Villa Santa Lucia.